# Liste der Bergpreissieger auf dem Col du Tourmalet

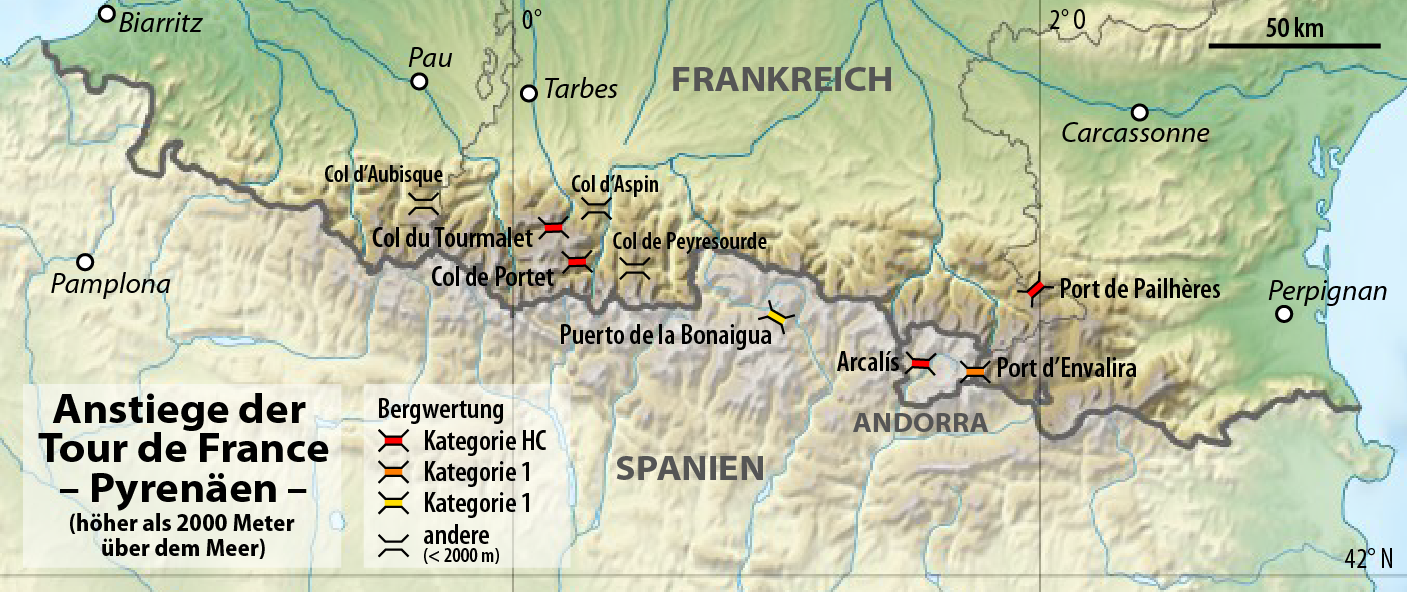
Pyrenäenanstiege der Tour de France

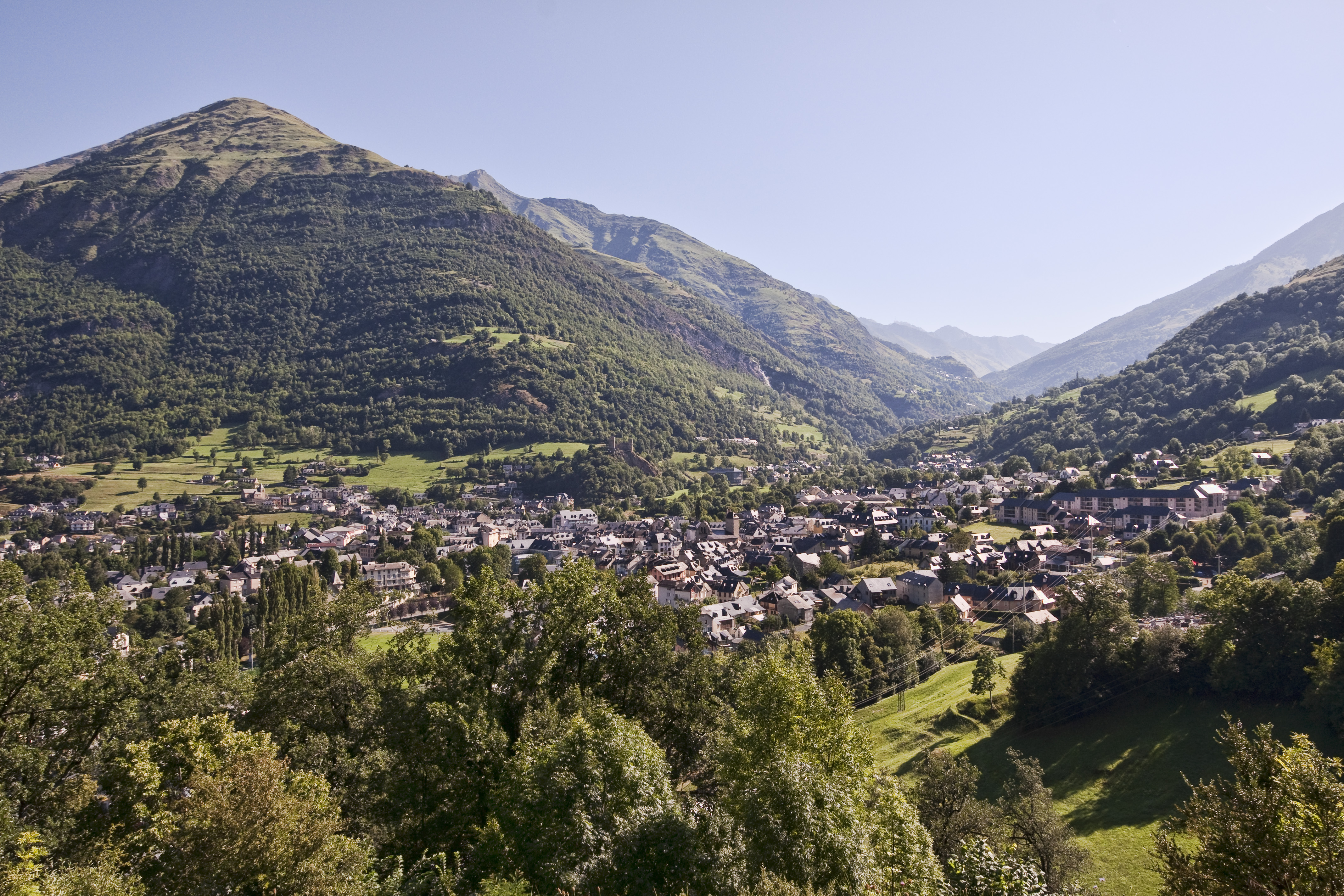
Luz-Saint-Sauveur, westlicher Talort

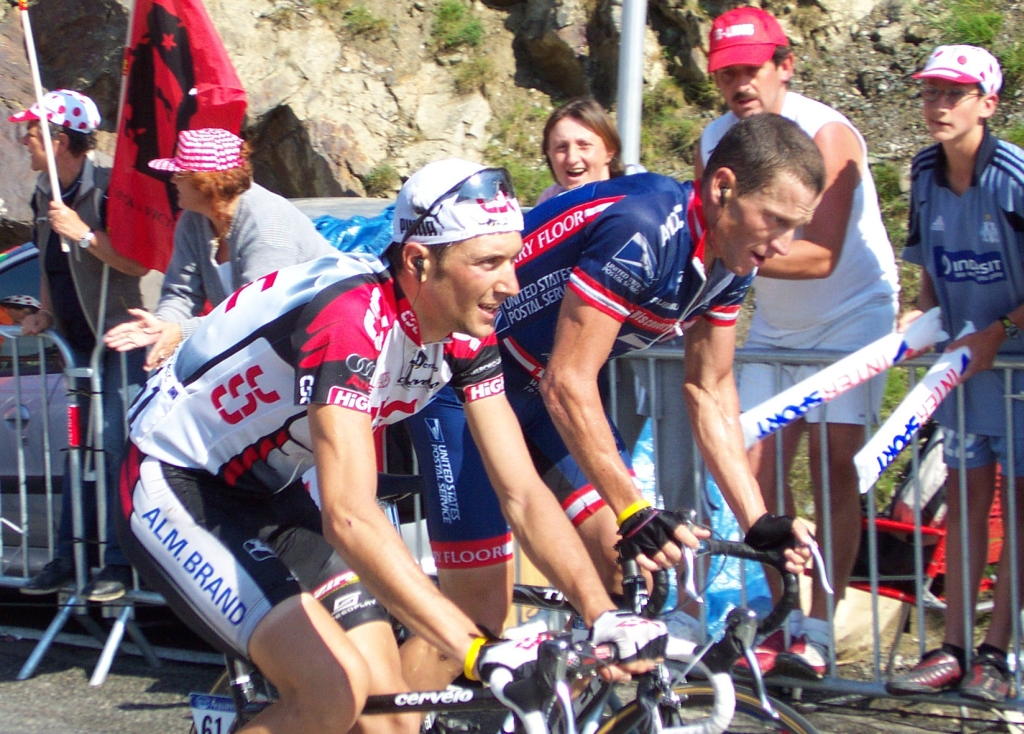
Basso und Armstrong nahe La Mongie 2004

Die Liste der Bergpreissieger auf dem Col du Tourmalet nennt diejenigen Radrennfahrer, welche im jeweiligen Jahr, im Rahmen der Tour de France, als erstes die Passhöhe und damit die Bergwertung auf dem Col du Tourmalet (2115 m) erreicht haben. Seit 2001 erhält der Bergpreis-Sieger die Sonderwertung Souvenir Jacques Goddet.
1910 wurde der in den französischen Pyrenäen gelegene Col du Tourmalet als erster Hochgebirgs-Pass in den Streckenplan der Tour de France aufgenommen und seitdem 78 Mal passiert. Zudem war die Passhöhe des Tourmalet 1974, 2010 und 2019 Zielort einer Bergankunft. In beiden erst genannten Jahren stand der Tourmalet zwei Mal im Programm und wurde nach der Ankunft nochmals überfahren.
Die Passhöhe wird in ost-westlicher Richtung von der Nationalstraße 918 überquert. Im Westen beginnt der Aufstieg in Luz-Saint-Sauveur (1405 m). Bis zum Pass sind es von dort 18,4 Kilometer mit einer durchschnittlichen Steigung von 7,6 % und eine Maximal-Steigung von 10,2 %. Von Osten startet der Aufstieg in Ste. Marie de Campan (1270 m) und hat eine Länge von 17,1 Kilometern mit durchschnittlich 7,4 % und maximal 10 % Steigung. Beide Anstiege werden mit dem höchsten Schwierigkeitsgrad Hors Catégorie bewertet.
Der erste Fahrer auf dem Col du Tourmalet war der Franzose Octave Lapize. Einziger Fahrer mit vier Bergpreis-Siegen ist der Spanier Federico Bahamontes. Jeweils drei Mal waren Lucien Van Impe, Julio Jímenez und Jean Robic zuerst auf der Passhöhe. 33 Mal waren Franzosen, 19 Mal Belgier, 19 Mal Spanier und neun Mal Italiener auf dem Pass erfolgreich (Stand: 2023).
Bei drei Austragungen endete eine Etappe in La Mongie, einem an der Strecke befindlichen Skiort, der bei der Auffahrt von Osten erreicht wird. Die Zielankunft in einer Höhe von 1715 Metern wird nach 12,8 Kilometern mit einer Durchschnittssteigung von 6,8 % erreicht.

## Legende
- Nr.: Anzahl des Erreichens der Passhöhe. Ist keine Zahl angegeben, so erreichte die Etappe die Passhöhe nicht, sondern befuhr die Strecke nur bis zu einem gewissen Teil.
- Jahr: Gibt an, in welchem Jahr die Passhöhe befahren wurde.
- Fahrer: Name des Bergpreissiegers.
- Nat.: Nationalität des Fahrers. Durch überfahren des Flaggen-Symbols mit dem Mauszeiger kann die Nationalität angezeigt werden.
- Team: Gibt an, in welchem Team der Fahrer gefahren ist. Sind dabei Nationen angegeben, handelt es sich um Nationalmannschaften.
- Etappe: Nummer der Etappe, deren Bestandteil der Col du Tourmalet war.
- Talort: Ort, in dem die Auffahrt zum Pass begann.
- Anmerkungen: Informationen, die im weiteren Sinn mit dem Fahrer, der Etappe oder der Rundfahrt zu tun haben. Angaben über Siege beziehen sich auf abgeschlossene Etappen bzw. die abgeschlossene Rundfahrt.

Die Bergankünfte auf dem Col du Tourmalet sind farblich hervorgehoben.

## Bergpreissieger
Durch Anklicken des Symbols im Tabellenkopf sind die entsprechenden Spalten sortierbar.
| Nr. | Jahr | Fahrer                                | Nat.                      | Team                           | Etappe | Talort               | Anmerkungen |  |
| --- | ---- | ------------------------------------- | ------------------------- | ------------------------------ | ------ | -------------------- | --- |  |
| 1   | 1910 | Octave Lapize                         | Frankreich                | Alcyon-Dunlop                  | 10     | Ste. Marie de Campan | Erster Hochgebirgs-Pass der Tour de France. Lapize gewann die Etappe und die Gesamtwertung. |  |
| 2   | 1911 | Paul Duboc                            | Frankreich                | La Française-Diamant           | 10     | Ste. Marie de Campan | Duboc wurde im weiteren Etappenverlauf Opfer einer Lebensmittelvergiftung. |  |
| 3   | 1912 | Odile Defraye                         | Belgien                   | Alcyon-Soly                    | 10     | Ste. Marie de Campan | Defraye gewann die Gesamtwertung. |  |
| 4   | 1913 | Philippe Thys                         | Belgien                   | Peugeot-Wolber                 | 6      | Luz-Saint-Sauveur    | Thys gewann die Etappe und die Gesamtwertung. Auf der Abfahrt ereignete sich Eugène Christophes berühmter Gabel-Bruch.                                                                          |  |
| 5   | 1914 | Firmin Lambot                         | Belgien                   | Peugeot-Wolber                 | 6      | Luz-Saint-Sauveur    | Lambot gewann die Etappe. |  |
| 6   | 1919 | Honoré Barthélémy                     | Frankreich                | La Sportive                    | 6      | Luz-Saint-Sauveur    | Barthélémy gewann die Etappe. |  |
| 7   | 1920 | Firmin Lambot                         | Belgien                   | La Sportive                    | 6      | Luz-Saint-Sauveur    | Lambot gewann die Etappe. |  |
| 8   | 1921 | Hector Heusghem                       | Belgien                   | La Sportive                    | 6      | Luz-Saint-Sauveur    | Heusghem gewann die Etappe. |  |
| 9   | 1923 | Robert Jacquinot                      | Frankreich                | Peugeot-Wolber                 | 6      | Luz-Saint-Sauveur    | |  |
| 10  | 1924 | Ottavio Bottecchia                    | Italien 1861              | Automoto                       | 6      | Luz-Saint-Sauveur    | Bottecchia gewann die Etappe und die Gesamtwertung. |  |
| 11  | 1925 | Omer Huyse                            | Belgien                   | O. Lapize-Dunlop               | 8      | Luz-Saint-Sauveur    | |  |
| 12  | 1926 | Odiel Taillieu                        | Belgien                   | JB Louvet-Pouchois-Wolber      | 10     | Luz-Saint-Sauveur    | |  |
| 13  | 1927 | Nicolas Frantz                        | Luxemburg                 | Alcyon-Dunlop                  | 11     | Luz-Saint-Sauveur    | Frantz gewann die Etappe und die Gesamtwertung. |  |
| 14  | 1928 | Camille Van De Casteele               | Belgien                   | JB Louvet-Hutchinson           | 9      | Luz-Saint-Sauveur    | An der Bergwertung hatte Casteele einen Vorsprung von 34 Minuten. Wegen eines Hungerastes wurde er Tages-Dritter.                                                                               |  |
| 15  | 1929 | Victor Fontan                         | Frankreich                | Elvish-Fontan-Wolber           | 9      | Luz-Saint-Sauveur    | |  |
| 16  | 1930 | Benoît Faure                          | Frankreich                | Einzelstarter                  | 9      | Luz-Saint-Sauveur    | |  |
| 17  | 1931 | Jef Demuysere                         | Belgien                   | Belgien                        | 9      | Luz-Saint-Sauveur    | |  |
| 18  | 1932 | Benoît Faure                          | Frankreich                | Einzelstarter                  | 5      | Luz-Saint-Sauveur    | |  |
| 19  | 1933 | Vicente Trueba                        | Spanien Zweite Republik   | Einzelstarter                  | 18     | Ste. Marie de Campan | Trueba gewann das Gepunktete Trikot. |  |
| 20  | 1934 | René Vietto                           | Frankreich                | Frankreich                     | 18     | Ste. Marie de Campan | Vietto gewann die Etappe und das Gepunktete Trikot. |  |
| 21  | 1935 | Sylvère Maes                          | Belgien                   | Belgien                        | 16     | Ste. Marie de Campan | |  |
| 22  | 1936 | Sylvère Maes                          | Belgien                   | Belgien                        | 16     | Ste. Marie de Campan | Maes gewann die Gesamtwertung. |  |
| 23  | 1937 | Julián Berrendero                     | Spanien Zweite Republik   | Spanien                        | 15     | Ste. Marie de Campan | Berrendero gewann die Etappe. |  |
| 24  | 1938 | Gino Bartali                          | Italien 1861              | Italien                        | 8      | Luz-Saint-Sauveur    | Bartali gewann die Gesamtwertung und das Gepunktete Trikot. |  |
| 25  | 1939 | Edward Vissers                        | Belgien                   | Belgien                        | 9      | Luz-Saint-Sauveur    | Vissers gewann die Etappe. |  |
| 26  | 1947 | Jean Robic                            | Frankreich                | Ouest                          | 14     | Ste. Marie de Campan | Robic gewann die Etappe und die Gesamtwertung. |  |
| 27  | 1948 | Jean Robic                            | Frankreich                | Frankreich                     | 8      | Luz-Saint-Sauveur    | |  |
| 28  | 1949 | Fausto Coppi                          | Italien                   | Italien                        | 11     | Luz-Saint-Sauveur    | Coppi gewann die Gesamtwertung und das Gepunktete Trikot. |  |
| 29  | 1950 | Kléber Piot                           | Frankreich                | Nord-Est-Ile de France         | 11     | Luz-Saint-Sauveur    | |  |
| 30  | 1951 | Jean Diederich                        | Luxemburg                 | Luxemburg                      | 14     | Luz-Saint-Sauveur    | |  |
| 31  | 1952 | Fausto Coppi                          | Italien                   | Italien                        | 18     | Ste. Marie de Campan | Coppi gewann die Etappe, die Gesamtwertung und das Gepunktete Trikot. |  |
| 32  | 1953 | Jean Robic                            | Frankreich                | Italien                        | 11     | Luz-Saint-Sauveur    | Robic gewann die Etappe. |  |
| 33  | 1954 | Federico Bahamontes                   | Spanien 1945              | Spanien                        | 12     | Luz-Saint-Sauveur    | Bahamontes gewann das Gepunktete Trikot. |  |
| 34  | 1955 | Miguel Poblet                         | Spanien 1945              | Spanien                        | 18     | Ste. Marie de Campan | |  |
| 35  | 1957 | José da Silva                         | Portugal                  | Einzelstarter                  | 18     | Ste. Marie de Campan | |  |
| 36  | 1959 | Armand Desmet                         | Belgien                   | Belgien                        | 10     | Luz-Saint-Sauveur    | |  |
| 37  | 1960 | Kurt Gimmi                            | Schweiz                   | Schweiz- Luxemburg             | 11     | Luz-Saint-Sauveur    | Gimmi gewann die Etappe. |  |
| 38  | 1961 | Marcel Queheille                      | Frankreich                | KAS-Royal-Asport               | 17     | Ste. Marie de Campan | |  |
| 39  | 1962 | Federico Bahamontes                   | Spanien 1945              | Margnat-Paloma                 | 12     | Ste. Marie de Campan | Bahamontes gewann das Gepunktete Trikot. |  |
| 40  | 1963 | Federico Bahamontes, Raymond Poulidor | Spanien 1945 Frankreich   | Margnat-Paloma, Mercier-BP     | 10     | Luz-Saint-Sauveur    | Bahamontes gewann das Gepunktete Trikot. |  |
| 41  | 1964 | Federico Bahamontes, Julio Jímenez    | Spanien 1945 Spanien 1945 | Margnat-Paloma, KAS            | 16     | Luz-Saint-Sauveur    | Bahamontes gewann die Etappe und das Gepunktete Trikot. |  |
| 42  | 1965 | Julio Jímenez                         | Spanien 1945              | KAS                            | 9      | Luz-Saint-Sauveur    | Jímenez gewann die Etappe und das Gepunktete Trikot. |  |
| 43  | 1967 | Julio Jímenez                         | Spanien 1945              | Spanien                        | 17     | Ste. Marie de Campan | Jímenez gewann das Gepunktete Trikot. |  |
| 44  | 1968 | Jean-Pierre Ducasse                   | Frankreich                | Frankreich                     | 12     | Luz-Saint-Sauveur    | |  |
| 45  | 1969 | Eddy Merckx                           | Belgien                   | Faema                          | 17     | Ste. Marie de Campan | Merckx gewann die Etappe und alle Sonderwertungs-Trikots. |  |
|     | 1970 | Bernard Thévenet                      | Frankreich                | Peugeot-BP-Michelin            | 18     | Ste. Marie de Campan | Bergankunft im Skiort La Mongie. Die Passhöhe wurde dabei nicht überfahren. |  |
| 46  | 1970 | Andrés Gandarias                      | Spanien 1945              | KAS                            | 19     | Ste. Marie de Campan | Am Folgetag der Bergankunft Überfahrt der Passhöhe. |  |
| 47  | 1971 | Lucien Van Impe                       | Belgien                   | Sonolor-Lejeune                | 16a    | Ste. Marie de Campan | Van Impe gewann das Gepunktete Trikot. |  |
| 48  | 1972 | Roger Swerts                          | Belgien                   | Molteni                        | 8      | Luz-Saint-Sauveur    | |  |
| 49  | 1973 | Bernard Thévenet                      | Frankreich                | Peugeot-BP                     | 14     | Ste. Marie de Campan | |  |
| 50  | 1974 | Jean-Pierre Danguillaume              | Frankreich                | Peugeot-BP                     | 17     | Ste. Marie de Campan | Bergankunft auf der Passhöhe. |  |
| 51  | 1974 | Gonzalo Aja                           | Spanien 1945              | KAS                            | 18     | Ste. Marie de Campan | Am Folgetag der Bergankunft zweites Erreichen der Passhöhe. |  |
| 52  | 1975 | Lucien Van Impe                       | Belgien                   | Gitane-Campagnolo              | 11     | Luz-Saint-Sauveur    | Van Impe gewann das Gepunktete Trikot. |  |
| 53  | 1976 | Francisco Galdós                      | Spanien 1945              | KAS                            | 15     | Ste. Marie de Campan | |  |
| 54  | 1977 | Lucien Van Impe                       | Belgien                   | Lejeune–BP                     | 2      | Ste. Marie de Campan | Van Impe gewann das Gepunktete Trikot. |  |
| 55  | 1978 | Michel Pollentier                     | Belgien                   | Flandria-Velda                 | 11     | Luz-Saint-Sauveur    | |  |
| 56  | 1980 | Raymond Martin                        | Frankreich                | Miko-Mercier                   | 13     | Luz-Saint-Sauveur    | Martin gewann die Etappe und das Gepunktete Trikot. |  |
| 57  | 1983 | José Patrocinio Jiménez               | Kolumbien                 | Colombia-Varta (Amateure)      | 10     | Luz-Saint-Sauveur    | |  |
| 58  | 1985 | Pello Ruiz Cabestany                  | Spanien                   | Orbea-Gin MG                   | 17     | Ste. Marie de Campan | |  |
| 59  | 1986 | Dominique Arnaud                      | Frankreich                | Reynolds-TS Batteries          | 13     | Luz-Saint-Sauveur    | |  |
| 60  | 1988 | Laudelino Cubino                      | Spanien                   | BH                             | 15     | Ste. Marie de Campan | Cubino gewann die Etappe. |  |
| 61  | 1989 | Robert Millar                         | Vereinigtes Konigreich    | Z-Peugeot                      | 10     | Luz-Saint-Sauveur    | Millar gewann die Etappe. |  |
| 62  | 1990 | Miguel Ángel Martínez Torres          | Spanien                   | ONCE                           | 16     | Ste. Marie de Campan | |  |
| 63  | 1991 | Claudio Chiappucci                    | Italien                   | Carrera Jeans                  | 13     | Luz-Saint-Sauveur    | Chiapucci gewann die Etappe und das Gepunktete Trikot. |  |
| 64  | 1993 | Tony Rominger                         | Schweiz                   | CLAS-Cajastur                  | 17     | Ste. Marie de Campan | Rominger eroberte das Gepunktete Trikot. / Rominger und Jaskula stellen einen neuen Rekord über die Ostflanke, in 45:48 min. auf, welcher bis 2023 überdauert.                                  |  |
| 65  | 1994 | Richard Virenque                      | Frankreich                | Festina                        | 12     | Ste. Marie de Campan | Virenque gewann die Etappe und das Gepunktete Trikot. |  |
| 66  | 1995 | Richard Virenque                      | Frankreich                | Festina                        | 15     | Ste. Marie de Campan | Virenque gewann die Etappe und das Gepunktete Trikot. |  |
| 67  | 1997 | Javier Pascual Rodríguez              | Spanien                   | Kelme-Costa Blanca             | 9      | Luz-Saint-Sauveur    | Pantani, Ullrich und Virenque erklimmen den Anstieg in damaliger Rekordzeit für die Westflanke, von: 52:40 min.                                                                                 |  |
| 68  | 1998 | Alberto Elli                          | Italien                   | Casino-ag2r                    | 10     | Luz-Saint-Sauveur    | |  |
| 69  | 1999 | Alberto Elli                          | Italien                   | Team Telekom                   | 16     | Ste. Marie de Campan | |  |
| 70  | 2001 | Sven Montgomery                       | Schweiz                   | La Française des Jeux          | 14     | Ste. Marie de Campan | Der Bergpreissieger gewann zum ersten Mal die Sonderwertung Souvenir Jacques Goddet. |  |
|     | 2002 | Lance Armstrong                       | Vereinigte Staaten        | US Postal                      | 11     | Ste. Marie de Campan | Bergankunft im Skiort La Mongie. Die Passhöhe wurde dabei nicht überfahren. Armstrongs Erfolge wurden 2012 rückwirkend zum 1. August 1998 aberkannt., Etappenzweiter war Joseba Beloki gewesen. |  |
| 71  | 2003 | Sylvain Chavanel                      | Frankreich                | Brioches La Boulangère         | 15     | Ste. Marie de Campan | Befahrung des Ostanstiegs durch Armstrong, Ullrich, Mayo und Zubeldia in 47:36 Minuten. |  |
|     | 2004 | Ivan Basso                            | Italien                   | Team CSC                       | 12     | Ste. Marie de Campan | Bergankunft im Skiort La Mongie. Die Passhöhe wurde dabei nicht überfahren. |  |
| 72  | 2006 | David de la Fuente                    | Spanien                   | Saunier Duval-Prodir           | 11     | Luz-Saint-Sauveur    | Fuente wurde kämpferischster Fahrer der Etappe und der Austragung 2006, übernahm nach der Etappe das Gepunktete Trikot für fünf Etappen.                                                        |  |
| 73  | 2008 | Rémy Di Gregorio                      | Frankreich                | La Française des Jeux          | 10     | Luz-Saint-Sauveur    | Di Gregorio gewann die Rote Rückennummer. |  |
| 74  | 2009 | Franco Pellizotti                     | Italien                   | Liquigas                       | 9      | Ste. Marie de Campan | Pellizotti wurde kämpferischster Fahrer der Etappe und der Austragung 2009, gewann die Bergwertung der Tour 2009, diese Erfolge wurden 2011 rückwirkend aberkannt.                              |  |
| 75  | 2010 | Christophe Moreau                     | Frankreich                | Caisse d’Epargne-Illes Balears | 16     | Ste. Marie de Campan | Souvenir Henri Desgrange für den Sieger der Bergwertung. |  |
| 76  | 2010 | Andy Schleck                          | Luxemburg                 | Team Saxo Bank                 | 17     | Luz-Saint-Sauveur    | Bergankunft auf der Passhöhe. Schnellste Befahrung des Westanstiegs in 50:10 Minuten. |  |
| 77  | 2011 | Jérémy Roy                            | Frankreich                | FDJ                            | 12     | Ste. Marie de Campan | Roy gewann die Rote Rückennummer als kämpferischster Fahrer der Tour. |  |
| 78  | 2012 | Thomas Voeckler                       | Frankreich                | Team Europcar                  | 16     | Luz-Saint-Sauveur    | Voeckler gewann die Etappe und Rote Rückennummer, übernahm zum zweiten Mal 2012 das Gepunktete Trikot und gewann am Ende die Bergwertung.                                                       |  |
| 79  | 2014 | Blel Kadri                            | Frankreich                | ag2r La Mondiale               | 18     | Ste. Marie de Campan | |  |
| 80  | 2015 | Rafał Majka                           | Polen                     | Tinkoff-Saxo                   | 11     | Ste. Marie de Campan | |  |
| 81  | 2016 | Thibaut Pinot                         | Frankreich                | FDJ                            | 8      | Luz-Saint-Sauveur    | |  |
| 82  | 2018 | Julian Alaphilippe                    | Frankreich                | Quick-Step Floors              | 19     | Luz-Saint-Sauveur    | Alaphilippe gewann die Bergwertung der Tour 2018. |  |
| 83  | 2019 | Thibaut Pinot                         | Frankreich                | Groupama-FDJ                   | 14     | Luz-Saint-Sauveur    | Bergankunft auf der Passhöhe. |  |
| 84  | 2021 | Pierre Latour                         | Frankreich                | TotalEnergies                  | 18     | Ste. Marie de Campan | |  |
| 85  | 2023 | Tobias Halland Johannessen            | Norwegen                  | Uno-X Pro Cycling Team         | 6      | Ste. Marie de Campan | Jonas Vingegaard und Tadej Pogačar absolvierten die Ostauffahrt in neuer Rekordzeit von 45:35 min.                                                                                              |  |
| 86  | 2024 | Oier Lazkano                          | Spanien                   | Movistar Team                  | 14     | Luz-Saint-Sauveur    | |  |
| 87  | 2025 | Lenny Martinez                        | Frankreich                | Bahrain Victorious             | 14     | Luz-Saint-Sauveur    | |  |